# Clavodesia biradiculata
Clavodesia biradiculata är en mossdjursart som beskrevs av Harmelin och Jean-Loup d'Hondt 1992. Clavodesia biradiculata ingår i släktet Clavodesia och familjen Calloporidae. Inga underarter finns listade i Catalogue of Life.